# Nationalpark Aguaragüe
Der Nationalpark Aguaragüe (Parque Nacional y Área Natural de Manejo Integrado Serranía del Aguaragüe) ist eine Naturschutzregion im Departamento Tarija in Bolivien. Der Nationalpark liegt im Südosten des Landes in der Provinz Gran Chaco und wurde am 20. April 2000 gegründet.

## Lage
Der Nationalpark Aguaragüe (gesprochen: a-gua-ra-gu-e) bedeckt den südlichen Teil der Voranden-Kette der Serranía Aguaragüe, die zwischen der Cordillera Oriental im Westen und den weiten Ebenen des Gran Chaco im Osten liegt und von der argentinischen Grenze aus in nördlicher Richtung verläuft. Der Park bedeckt eine Gesamtfläche von 1083,07 Quadratkilometern, von denen 45.822 ha den eigentlichen Nationalpark bilden und weitere 62.485 ha als Schutzgebiet (Área Natural de Manejo Integrado) ausgewiesen sind.

## Flora
Der Nationalpark Aguaragüe umfasst zwei Ökosysteme, den Tucumano- und den Chaqueño-Bergwald. Die Flora des Tucumano-Bergwald ist vor allem gekennzeichnet durch Podocarpus parlatorei, Blepharocalyx salicifolius, Myrcianthes pseudo-mato, Cedrela lilloi, Juglans australis, Zanthoxylum coco, Phoebe porphyria, Ocotea ouberula, Nectanra sp., Viburnum seemannii und Chusquea lorentziana. Im Chaqueño-Bergwald kommen dagegen Schinopsis haenkeana, Schinopsis quebracho-colorado, Aspidosperma quebracho-blanco, Astronium urundeuva, Amburana cearensis, Anadenanthera colubrina, Chorisia insignis, Prosopis sp. und verschiedene Kakteenarten, unter anderem aus den Gattungen Opuntia, Cereus und Pereskia, vor.

## Fauna
Die lokale Fauna umfasst im Tucumano-Bergwald Großer Ameisenbär, Südlicher Tamandua, Südamerikanischer Nasenbär, zwei Arten der Spießhirsche (Großmazama und Graumazama), Maikong, Kleinfleckkatze, Ozelot, Jaguar, Ortalis canicollis, verschiedene Penelope-Arten und Schwarzfußseriema. Im Chaqueño-Bergwald sind Südliches Kugelgürteltier, Sechsbinden-Gürteltier, Halsbandpekari, Weißbartpekari, Südlicher Tamandua und Großer Ameisenbär vorhanden.